# Брэдфорд, Уильям (генеральный прокурор)
Уильям Брэдфорд (англ. William Bradford; 14 сентября 1755 — 23 августа 1795) — американский адвокат и судья, 2-й генеральный прокурор США.

## Биография
Он был сыном печатника Уильяма Брэдфорда. Начал своё образование в Академии Филадельфии, затем учился в Принстонском университете, где подружился с Джеймсом Мэдисоном. Окончил образование в 1772 году получив степень бакалавра искусств. Вернувшись в Филадельфию, работал и учился у Эдварда Шиппена. Его карьерное продвижение было прервано начавшейся войной.
В 1776 году было созвано ополчение Пенсильвании, куда Уильям записался добровольцем. В том же году был организован «быстрый лагерь» для обучения новобранцев. Руководил им Даниэл Робердо в качестве первого бригадного генерала в штатах. Генерал Робердо выбрал молодого человека в качестве помощника, а затем произвёл его в бригад-майоры в штаб-квартире.
Когда срок его пребывания в ополчении истёк, он присоединился к Континентальной армии в качестве капитана и командира роты в 11-м Пенсильванском полку под командованием Ричарда Хэмптона. 26 декабря 1776 года принимал участие в битве при Трентоне. 10 апреля 1777 года был повышен до подполковника. Вышел в отставку после двух лет службы из-за плохого состояния здоровья и вернулся домой в начале 1779 года.
Брэдфорд присоединился к коллегии адвокатов перед Верховным судом штата Пенсильвания в сентябре 1779 года. 23 ноября 1780 года он был назначен генеральным прокурором штата и работал в этой должности до 20 августа 1791 года. В 1784 году он женился на Сьюзен Вержеро Будинот, единственной дочери Элиаса Будино. 2 августа 1791 года Брэдфорд представлял генерала Уильяма Уэста в первом зарегистрированном деле Верховного суда США. 22 августа 1791 года Брэдфорд был назначен в Верховный суд штата Пенсильвания и прослужил три года.
В 1793 году губернатор Томас Миффлин попросил его помочь в вопросе о смертной казне в штате. Его доклад в законодательном органе был представлен в виде эссе «Запрос о том, насколько необходимо наказание смертью в Пенсильвании». При следующей реорганизации уголовного кодекса Пенсильвании, количество статей со смертной казнью значительно сократилось. Другие штаты последовали примеру Пенсильвании.
8 января 1794 года Джордж Вашингтон сделал его генеральным прокурором США, чтобы заменить Эдмунда Рэндольфа. Он умер во время пребывания в должности в 1795 году.
Округ Брэдфорд, штат Пенсильвания, был назван в его честь.